# Рахлина, Марлена Давидовна
Марлена Давидовна Рахлина (29 августа 1925, Ленинград — 5 июня 2010, Харьков) — русская поэтесса и переводчик.

## Биография
Родилась в Ленинграде в семье советских работников. В 1949 окончила филологический факультет Харьковского университета.
В 1949—1980 преподавала в школе. Жила в Харькове. 
Переводила поэзию с украинского языка на русский. В 1996 в издательстве «Око» вышла книга переводов В. Стуса «Золотокоса красуня».
В издательстве «Фолио» готовится к публикации книга стихов В. Стуса «Палимпсесты» с переводами Марлены Рахлиной.
Печаталась в журналах «Дружба народов», «Карта», «Новый Мир», «Континент», «Радуга», «Доброе утро», «Украинский вестник» и др.
Стихи переведены на украинский язык.
Член Национального Союза писателей Украины (1992). Награждена медалью «За доблестный труд в годы Великой Отечественной войны».

## Личная жизнь
- Муж — Ефим Захаров
- Сын — известный украинский правозащитник Евгений Захаров.
- Родной брат — литератор Феликс Рахлин.

## Издания
- Дом для людей. Харьков, 1965
- Маятник. Харьков, 1968
- Надежда сильнее меня. М., «Прометей», 1990 (предисловие Б. Чичибабина)
- Другу в поколенье. М., «Весть-ВИМО», 1994
- Потерявшиеся стихи. Харьков, «Фолио», 1996
- Октябрь, на июль похожий. Харьков, «Фолио», 2000
- Чаша. Фолио, 2001
- Прозрачные слова. Харьков, «Права людыны», 2006
- «Что было — видали» книга воспоминаний. «Фолио», 2008